# Encephalartos concinnus
Encephalartos concinnus R.A.Dyer & I.Verd.,1969 è una pianta appartenente alla famiglia delle Zamiaceae, endemica dello Zimbabwe.

## Descrizione
È una pianta arborescente, con fusto eretto o decombente, senza ramificazioni, alto sino a 2,5–3 m e con un diametro di 35–45 cm, ricoperto da catafilli tomentosi.
Le foglie, pennate, disposte a corona all'apice del fusto, sono lunghe 150–200 cm, composte da circa 50 paia di foglioline lanceolate, con i margini dotati di piccole spine e disposte sul rachide con un angolo di 45-80°.
È una specie dioica, dotata di 1-4 coni maschili fusiformi, sessili, di colore verde, lunghi 30–50 cm e con un diametro di 7–10 cm, con microsporofilli larghi e di forma rombica, e 1-2 coni femminili, ovoidali, sempre di colore verde, ma lunghi 35–45 cm e con un diametro di 15–20 cm, con macrosporofilli dalla superficie verrucosa.
I semi hanno una forma oblunga, sono lunghi 30–35 mm, hanno una larghezza di 8–23 mm e sono ricoperti da un tegumento di colore bruno.

## Distribuzione e habitat
La specie ha un areale frammentato in tre piccole aree nel sud dello Zimbabwe meridionale, nelle province del Matabeleland meridionale, delle Midlands e di Masvingo.
Cresce tra 800 e 900 m di altitudine, in vallate rocciose scoscese con affioramenti di granito, all'interno di boschi di miombo. Si tratta di un habitat con fitte nebbie notturne e mattutine, con un tasso di precipitazioni annue intorno a 350–500 mm.

## Conservazione
La IUCN Red List classifica E. concinnus come specie in pericolo di estinzione (Endangered).

La specie è inserita nella Appendice I della Convention on International Trade of Endangered Species (CITES)